# Chong Fu Chir
Chong Fu Chir es un deportista hongkonés que compitió en taekwondo. Ganó una medalla de plata en el Campeonato Asiático de Taekwondo de 1988, en la categoría de +83 kg.

## Palmarés internacional
| Campeonato Asiático | Campeonato Asiático | Campeonato Asiático | Campeonato Asiático |
| Año                 | Lugar               | Medalla             | Categoría           |
| ------------------- | ------------------- | ------------------- | ------------------- |
| 1988                | Katmandú (Nepal)    | Medalla de plata    | +83 kg              |